# Joanna Strzelczyk
Joanna Strzelczyk (ur. 5 września 1961 w Warszawie) – polska dziennikarka, analityczka spraw międzynarodowych, dyplomatka; od 16 września 2016 do 2019 kierowała Agencją Konsularną RP w Smoleńsku, zaś w latach 2010–2014 Konsulatem Generalnym RP w Odessie.

## Życiorys
Specjalizuje się w tematyce spraw międzynarodowych i bezpieczeństwa oraz polskiej polityki zagranicznej. Pierwsze artykuły publikowała jeszcze w czasach studenckich. Dotyczyły one kwestii narodowościowych w ZSRS oraz sytuacji Polaków w Związku Radzieckim i na Litwie Kowieńskiej. Była członkinią redakcji podziemnego pisma „Międzymorze” (1987–1989) oraz Polskiej Partii Socjalistycznej (1988–1989) i „Towarzystwa Pomost”. W pierwszej połowie lat 90. uczestniczyła w pracach nad reorientacją polskiej polityki zagranicznej i tworzeniu nowej polityki wschodniej.
W 1986 ukończyła studia na Wydziale Nauk Ekonomicznych Uniwersytetu Warszawskiego. Studiowała również historię w Instytucie Historycznym Uniwersytetu Warszawskiego, której nie ukończyła (1984–1989). W latach 1987–1990 pracowała w Szkole Głównej Planowania i Statystyki jako pracownik naukowy oraz w latach 1989–1990 jako dziennikarka w „Gazecie Wyborczej”. W latach 1990–1996 była zatrudniona w Ministerstwie Spraw Zagranicznych jako ekspertka, a następnie wicedyrektorka departamentu, zajmującego się polityką wschodnią. Od 1996 do 2003 pracowała jako dziennikarka, kolejno, w tygodniku „Nowe Państwo” i dzienniku „Życie”. W tym ostatnim była zastępczynią kierownika a następnie kierowniczką działu zagranicznego. W latach 2003–2006 dyrektorka Gabinetu Prezydenta m.st. Warszawy. W latach 2006–2010 dyrektorka Departamentu Bezpieczeństwa Międzynarodowego w Biurze Bezpieczeństwa Narodowego. Inicjatorka i pierwsza redaktorka naczelna kwartalnika „Bezpieczeństwo Narodowe”. W latach 2010–2014 konsul generalna w Konsulacie Generalnym RP w Odessie. Od 16 września 2016 do 2019 kierowała Agencją Konsularną RP w Smoleńsku.
W 2002 wydała książkę Ucieczka ze Wschodu. Rosja w polskiej polityce 1989–1993 (ISBN 978-83-88794-82-7).